# Gobuntu
Pour les articles homonymes, voir Ubuntu.
Ne doit pas être confondu avec Goobuntu.
Gobuntu était une distribution du système d’exploitation GNU/Linux dérivée d’Ubuntu et exclusivement constituée de logiciels libres. Elle a été lancée en juillet 2007 par Mark Shuttleworth.

## Historique
Tous les programmes de la version officielle qui n’entraient pas dans les critères de la définition originale du logiciel libre ont été supprimés. Cela entraîna quelques incompatibilités et conduisit à l’indisponibilité de certaines fonctions, comme l’existence d’une version live CD.
En contrepartie, cette distribution devait garantir les possibilités d’utilisation, d’étude, de diffusion et d’amélioration (sans autre restriction que celle de maintenir la pérennité de cette garantie).
La première version date d’octobre 2007 (avec Ubuntu 7.10) et la dernière version séparée d’Ubuntu est la 8.04.1 (2009).
Le projet fut officialisé par Mark Shuttleworth, fondateur et directeur de Canonical Ltd, sur son blog, le 10 juillet 2007.
Une collaboration fut annoncée avec les responsables du projet gNewSense, distribution alors basée sur Ubuntu et bénéficiant du soutien officiel de la Free Software Foundation.
L’intégration à Ubuntu en tant qu’installation alternative fut annoncée en juin 2008.